# Rimae Sirsalis
Rimae Sirsalis – grupa rowów  na powierzchni Księżyca o średnicy około 426 km. Znajduje się na współrzędnych selenograficznych ☾ 15,7°S 61,7°W/-15,700000 -61,700000. Nazwa tego systemu kanałów została nadana w 1964 roku przez Międzynarodową Unię Astronomiczną i pochodzi od pobliskiego krateru Sirsalis.